# Jan Christoph Plefka
Jan Christoph Plefka (* 31. Januar 1968 in Hanau) ist ein deutscher theoretischer Physiker, der im Bereich der Quantenfeldtheorie, Gravitationsphysik und Stringtheorie arbeitet.

## Leben und Werk
Nach seinem Abitur an der Eleonorenschule in Darmstadt im Jahre 1987 und anschließendem Zivildienst studierte er Physik an der Technischen Universität Darmstadt und der Texas A&M University, wo er 1992 seine Studien mit dem Master of Science als Fulbright-Stipendiat abschloss. Er promovierte in theoretischer Physik an der Universität Hannover mit einer Dissertation zu supersymmetrischen Matrixmodellen im Jahr 1995. 2003 habilitierte er sich an der Humboldt-Universität zu Berlin.
Nach Postdoc Stationen am City College of New York als Feodor-Lynen-Stipendiat der Alexander von Humboldt-Stiftung sowie am Niederländischen Kern- und Teilchenphysik
Forschungszentrum NIKHEF in Amsterdam wurde er 1998 Junior Staff Member am Max-Planck-Institut für Gravitationsphysik (Albert Einstein Institut). Im Jahr 2006 erhielt er eine Lichtenberg-Professur der Volkswagenstiftung in Quantenfeldtheorie jenseits des Standardmodells und Stringtheorie am Institut für Physik der Humboldt-Universität Berlin. Seither ist er dort ordentlicher Professor für Theoretische Physik. Außerdem war er 2014 als Gastprofessor am Institut für Physik der ETH Zürich und 2018 als Scientific Associate am CERN tätig. Seit 2012 ist er Mitglied des Integrative Research Institute for the Sciences IRIS Adlershof der Humboldt-Universität.
Seine Forschungen beschäftigen sich mit der theoretischen Hochenergiephysik sowie Fragen der Quantengravitation und der Stringtheorie, insbesondere im Bereich der AdS/CFT-Korrespondenz und versteckten Symmetrien in der Quantenfeldtheorie. Die einflussreichste Arbeit ist die Entdeckung einer versteckten Yangschen Symmetrie in supersymmetrischen Eichtheorien gemeinsam mit James M. Drummond und Johannes Henn. Gemeinsam mit Henn hat er ein Lehrbuch zu Streuamplituden in Yang-Mills-Theorien verfasst, das in einer erweiterten Neuauflage mit
Badger und Zoia als Open Access Buch 2024 erschienen ist.  Seit 2020 beschäftigt er sich vornehmlich mit der Anwendung von Methoden der Quantenfeldtheorie, um Hochpräzisionsvorhersagen für die Gravitationswellenphysik aus der Allgemeinen Relativitätstheorie abzuleiten. Hierbei spielt die von ihm entwickelte  Weltlinien Quantenfeldtheorie (Worldline Quantum Field Theory) eine zentrale Rolle,
die eine effektive supersymmetrische Theorie zur Beschreibung rotierender Schwarzer Löcher nutzt.
2023 erhielt er hierfür einen Advanced Grant des Europäischen Forschungsrates für das Projekt High-Precision Gravitational Wave Physics from a Worldline Quantum Field Theory.
Im gleichen Jahr wurde er vom Tagesspiegel und der Berlin University Alliance zu einem der 100 wichtigsten Wissenschaftler Berlins gewählt.
Jan Plefka war von 2016 bis 2022 Mitglied des Senats- und Bewilligungsausschusses der
Deutschen Forschungsgemeinschaft für die Sonderforschungsbereiche. Er ist seit 2021 Senator (Sitz Theoretische Physik). Seit 2024 ist er zudem Mitglied des Kuratoriums der VolkswagenStiftung.

## Publikationen (Auswahl)

### Lehrbuch
- S. Badger, J. Henn, J. C. Plefka, S. Zoia: Scattering Amplitudes in Quantum Field Theory (= Lecture Notes in Physics. Band 1021). Springer, 2024, ISBN 978-3-03146986-2, doi:10.1007/978-3-031-46987-9.
- J. M. Henn, J. C. Plefka: Scattering Amplitudes in Gauge Theories (= Lecture Notes in Physics. Band 883). Springer, 2014, ISBN 978-3-642-54022-6, doi:10.1007/978-3-642-54022-6.

### Artikel
- G. Uhre Jakobsen, G. Mogull, J. Plefka, B. Sauer, Y. Xu: Conservative Scattering of Spinning Black Holes at Fourth Post-Minkowskian Order. In: Physical Review Letters. Band 131, Nr. 15, 2023, doi:10.1103/PhysRevLett.131.151401.
- G. Uhre Jakobsen, G. Mogull, J. Plefka, J. Steinhoff: Gravitational Bremsstrahlung and Hidden Supersymmetry of Spinning Bodies. In: Physical Review Letters. Band 128, Nr. 1, 2022, doi:10.1103/PhysRevLett.128.011101.
- J. Plefka: Spinning strings and integrable spin chains in the AdS/CFT correspondence. In: Living Reviews in Relativity. Band 2005, Nr. 8, 2005, doi:10.12942/lrr-2005-9.
- J. F. Alday, J. M. Henn, J. Plefka, T. Schuster: Scattering into the fifth dimension of N=4 super Yang-Mills. In: Journal of High Energy Physics. Band 2010, Nr. 77, Januar 2010, doi:10.1007/JHEP01(2010)077.